# Fundus (Sammlung)
Der Fundus (lateinisch Grundstock, Bestand) ist eine Sammlung von Gegenständen (Kulissen, Requisiten und Kostümen), die für die Realisierung von Aufführungen oder Ausstellungen der darstellenden Kunst benötigt werden. Im übertragenen Sinne bezeichnet man auch deren Aufbewahrungsraum als Fundus. Andere Bereiche benutzen den Begriff im Sinne von „Grund“ oder „Basis“.

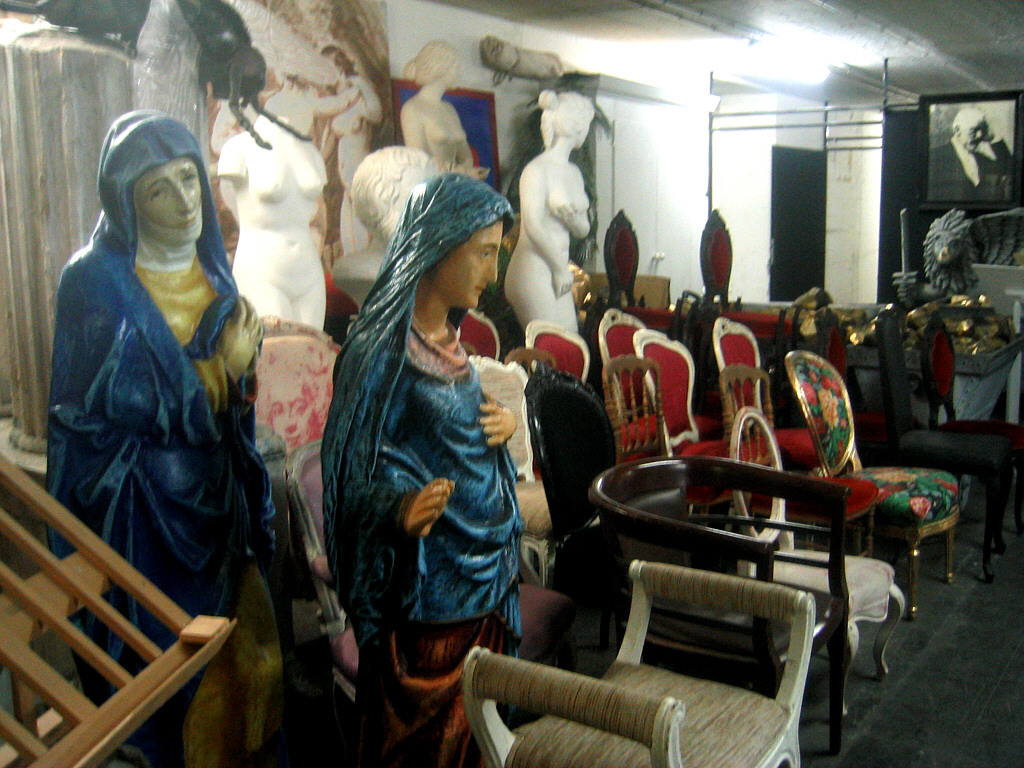
Im Fundus des Nationaltheaters in Mannheim

## Requisiten

### Theater
Für Aufführungen auf Bühnen (Schauspiel, Musiktheater, Show, Theater) werden stilgenaue Requisiten aus der Epoche benötigt, in der die Aufführung spielt. Der Requisiteur greift dafür zunächst auf den Bestand an Requisiten aus früheren Produktionen zurück, die im eigenen Theaterfundus wohlgeordnet nach Zeiträumen und/oder Themenkreisen eingelagert sind. Fehlen die benötigten Requisiten, werden sie in den hauseigenen Werkstätten hergestellt oder im Handel zugekauft. Diese Gegenstände ergänzen dann nach Abschluss der Aufführungen den eigenen Fundus. Im Bedarfsfall werden Requisiten auch aus fremden Theaterfundus oder von kommerziellen Anbietern ausgeliehen. In mehreren Großstädten bilden die Theater eine Gemeinschaft und verwahren ihre Gegenstände in einem gemeinsamen Fundus. Viele Theater öffnen ihren Fundus (zeitweise) auch für die Allgemeinheit und bieten z. B. die Möglichkeit, Kostüme auszuleihen.

### Film
Jede größere Filmgesellschaft (MGM, Bavaria ...) besitzt einen eigenen, umfangreichen Fundus an großen Requisiten wie Fahrzeugen, Einrichtungen oder Bauteilen. Eine große Kostümsammlung gehört ebenso zum Fundus eines Filmateliers wie Waffenimitationen jeder Art. Kleinrequisiten hingegen werden oft von Theatern ausgeliehen. Einige kommerzielle Fundus haben sich spezialisiert und verleihen zum Beispiel seltene Automobile, historische Flugzeuge oder Schiffe.

### Kosten
Anlage und Unterhaltung eines Fundus verursachen hohe Kosten für Lagerhaltung (Erstellung oder Miete, Energie), Pflege (Reinigung, Reparatur, Raumklima) und Verwaltung (Personal, Katalogisierung, Fremdausleihe). Um diese Kosten zu mindern, werden regelmäßig Teile des Fundus vermietet oder veräußert.

### Verkauf
In der Natur eines Fundus liegt es, dass er durch ständige Neuzugänge immer größer wird. Wenn eine räumliche Erweiterung nicht möglich ist, bleibt neben der Auslagerung in ortsfremde Gebäude nur der Verkauf eines Teils der Sammlung. Dies geschieht in der Regel durch Auktionen, die, handelt es sich zum Beispiel um Kostüme und Gegenstände berühmter Darsteller, weltweit Beachtung finden und beträchtliche Erlöse erzielen.

## Andere Bedeutungen

### Mode und Design
Im Zusammenhang mit Mode und Textildesign greifen die Macher gerne auf bereits Dagewesenes zurück. Hierfür sind die eingelagerten, vergangenen Kollektionen der Konfektionisten unerlässlich. Auch diese Branche nennt ihre „Kleidersammlung“ Fundus.

### Medizin
Außerdem bezeichnet der Mediziner mit Fundus den Bodenteil eines Hohlorgans. Besonders hingewiesen sei auf den Fundus uteri (den Gebärmuttergrund) und den Fundus ventriculi (den Magenboden). Ausführlicheres siehe Fundus (Medizin).

### Journalismus
Im Bemühen, Synonyme für die Begriffe Erfahrung und Wissensschatz zu finden, benutzen Journalisten gerne ebenfalls das Wort Fundus und bezeichnen damit die Sammlung alles Erlernten und Erfahrenen, die ein Mensch in seinem Gehirn gespeichert hat.

### Museum
Der Fundus eines Museums wird im Depot aufbewahrt. Dies betrifft die zurzeit nicht ausgestellten Objekte sowie die meist großen Forschungsbestände, diese sind damit der Allgemeinheit nicht zugänglich. Bei Sonder- und Themenausstellungen gelangen sie dann in die Ausstellungsräume oder werden auch für einen bestimmten Zeitraum an andere Museen oder Wanderausstellungen ausgeliehen. Eine Dauerleihgabe stammt in der Regel aus dem Fundus eines fremden Museums oder Sammlers.

### Architektur
In der Architektur bezeichnet man die Sammlung von Stilelementen vergangener Bauepochen ebenfalls als Fundus, aus dem ein Planer jederzeit Teile entnehmen und in neue Entwürfe einfließen lassen kann.

### Musik
Ähnlich der Architektur bedienen sich Komponisten und Arrangeure aus dem Musikfundus, der Sammlung zeitgenössischer musikalischer Stilelemente und Tonfolgen.

### Allgemein
Umgangssprachlich werden alle selten benutzten Gegenstände des Hausrats oder der Arbeitsmittel, die irgendwo verstaut sind, oft etwas abwertend als Fundus bezeichnet.